# Чаморро, Фруто
Хосе Фруто Чаморро Перес (исп. José Fruto Chamorro Pérez, 20 октября 1804 — 12 марта 1855) — никарагуанский политик, возглавлявший страну в 1853—1854 годах.

## Биография
Родился в 1804 году в городе Гватемала, его отцом бы Педро Хосе Чаморро Аргуэльо, а матерью — Хосефа Перес. В 1814 году Педро Хосе Чаморро был переведён в Гранаду, и там женился на Хосефе Маргарите Альфаро Монтерросо. После провозглашения независимости Центральной Америки от Испании Педро Хосе Чаморро стал одним из основателей Легитимистской партии (предшественнице Консервативной партии), а незадолго до своей смерти признал Хосе Фруто своим сыном и наследником; мачеха настояла, чтобы он называл себя Фруто Чаморро Перес.
После смерти отца Фруто Чаморро перебрался из Гватемалы в Гранаду, чтобы управлять семейным имуществом; его сводные братья и сёстры росли под его покровительством; также он вступил в Легитимистскую партию. В 1836 году был избран в Парламент, с 1839 по 1842 годы был сенатором.
В 1842 году Гондурас, Сальвадор и Никарагуа образовали Центральноамериканскую Конфедерацию, возглавляемую «верховным делегатом» (исп. Supremo Delegado) с резиденцией в городе Сан-Мигель (Сальвадор). В 1843 году на этот пост был избран Фруто Чаморро, однако должность была чисто номинальной, а два года спустя конфедерация фактически прекратила своё существование.
В 1845 году Фруто Чаморро стал военным губернатором департамента Гранада и министром финансов. Когда в 1851 году Верховный директор Хосе Лауреано Пинеда смог вернуться к власти, утерянной после военного переворота, Фруто Чаморро был поставлен во главе вооружённых сил.
В 1853 году Фруто Чаморро был избран на пост Верховного директора Никарагуа. Практически сразу после этого он, при поддержке консервативной олигархии, перенёс столицу из Манагуа в Гранаду — оплот консерваторов. 20 января 1854 года он созвал Конституционную Ассамблею, на которой в результате этого переезда практически отсутствовали либералы, и в марте сменил свой титул с «Верховный директор» на «Президент».
Либералы увидели в этом реставрацию власти провинциальной олигархии и продолжение существования феодальной экономической системы. Тогда же, в марте 1854 года они образовали в Леоне своё правительство (признанное Гондурасом и Сальвадором) во главе с Франсиско Кастельоном. Либералы отправили против Гранады войска под командованием Максимо Хереса, а в октябре начали переговоры с военным из США Байроном Коулом о присылке военной помощи. Чтобы защитить Гранаду, Фруто Чаморро передал президентские полномочия Хосе Марии Эстраде, а сам встал во главе армии. Он успешно защищал Гранаду, однако в мае 1855 года скончался от дизентерии, а в июне к либералам прибыла военная помощь из США под командованием авантюриста Уильяма Уокера.